# Coleonema nubigena
Coleonema nubigena là một loài thực vật có hoa trong họ Cửu lý hương. Loài này được Esterh. mô tả khoa học đầu tiên năm 1943.